# Тритон Волтерсторфа
Тритон Волтерсторфа (Cynops wolterstorffi) — вид земноводних з роду Далекосхідний тритон родини саламандрові. Отримала назву на честь науковця Вільгельма Волтерсторфа. Наразі вважається вимерлим.

## Опис
Один з найбільших представників даного роду — самці завдовжки близько 12 см, самиці — 16 см. Голова доволі широка, висока у потиличній області. Морда коротка й округла. Очі великі, розташовані ближче до боків голови. Привушні залози малі. Деякі дорослі особини зберігали зябра. Тулуб товстий, масивний. Кінцівки стрункі, з 4-ма пальцями на передніх лапах, 5-ма — на задніх. Хвіст трохи коротше за голову і тулуб разом узяті.
Забарвлення спини — темне до чорної з помаранчевою лінією вздовж хребта. Деякі особини мали помаранчеві плями на спині та з боків тулуба. Забарвлення черева яскраво-помаранчеве з темними плямами. Хвіст самців у шлюбний період набував темно-синього забарвлення.

## Спосіб життя
Полюбляв високогірні озера, річки, прісноводні арики й ставки. Вів суто водний спосіб життя. Зустрічався на висоті до 1800 м над рівнем моря. Живився дрібною рибою, ракоподібними, молюсками.
Стосовно парування й розмноження немає ніякої інформації. За деякими відомостями ці процеси відбувалися у воді, де й відкладалися яйця.

## Розповсюдження
Мешкав в озері Дянь та прилеглих водоймах у провінції Юньнань. Ще у 1950-ті роки особини досить часто зустрічалися в околицях міста Куньмін. Проте при дослідженнях, проведених в 1979 році, представники виду вже не виявлялися. Останнє повідомлення про тритона Волтерсторфа надійшло від рибалки у 1984 році. З тих пір вид вважається вимерлим.